# ATP Challenger Qingdao
Das ATP Challenger Qingdao (offizieller Name: China International Challenger Qingdao) war ein Tennisturnier in Qingdao, das 2016 und 2017 ausgetragen wurde. Es war Teil der ATP Challenger Tour und wurde auf Sand ausgetragen.

## Liste der Sieger

### Einzel
| Jahr | Sieger               | Finalgegner           | Ergebnis      |
| ---- | -------------------- | --------------------- | ------------- |
| 2017 | Janko Tipsarević (2) | Oscar Otte            | 6:3, 7:69     |
| 2016 | Janko Tipsarević (1) | Rubén Ramírez Hidalgo | 1:6, 7:5, 6:1 |

### Doppel
| Jahr | Sieger                             | Finalgegner             | Ergebnis          |
| ---- | ---------------------------------- | ----------------------- | ----------------- |
| 2017 | Gero Kretschmer Alexander Satschko | Andreas Mies Oscar Otte | 2:6, 7:66, [10:3] |
| 2016 | Danilo Petrović Tak Khunn Wang     | Gong Maoxin Zhang Ze    | 6:2, 4:6, [10:5]  |